# Pan Tau

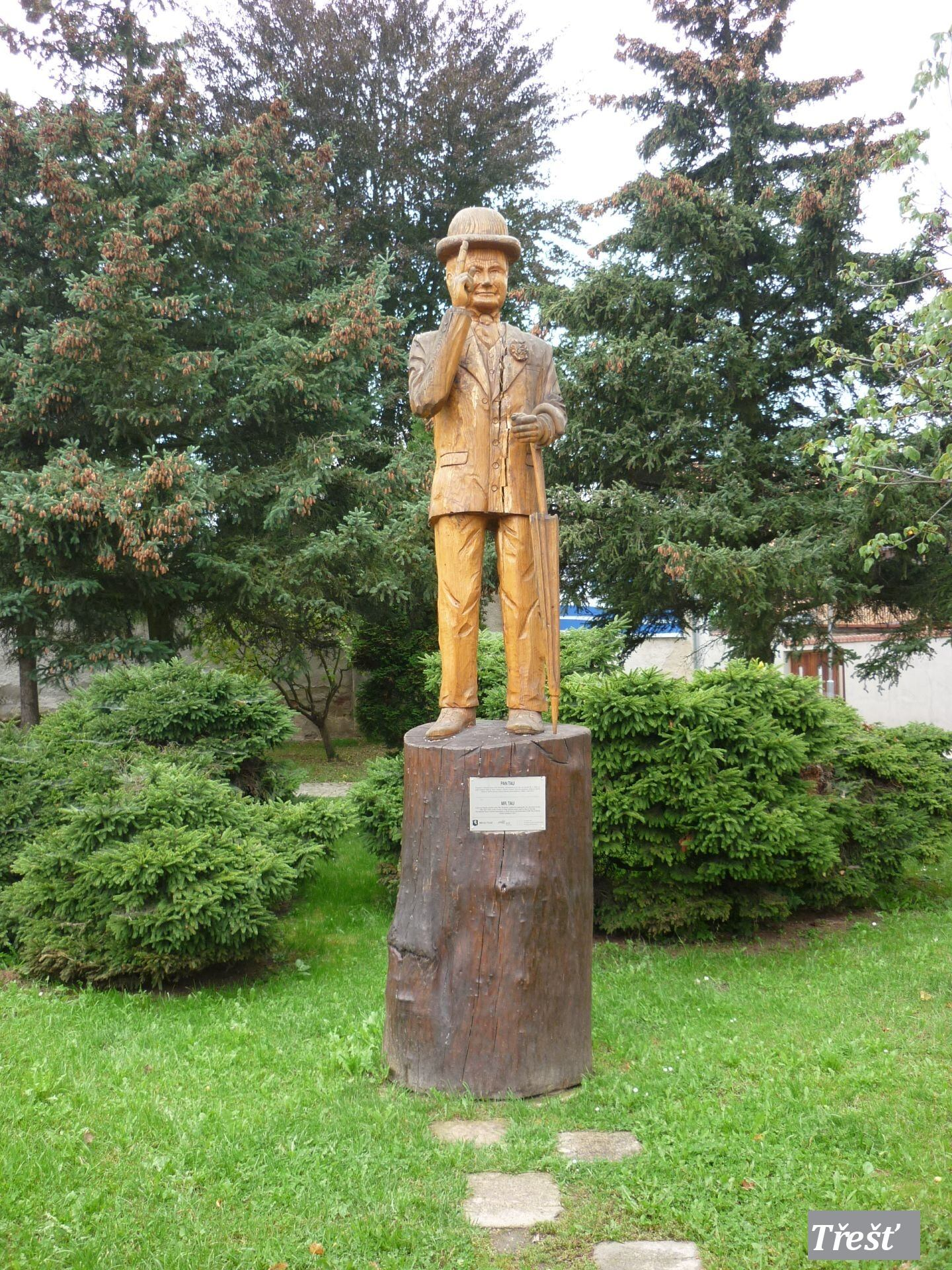
Houten standbeeld in Třešť, Tsjechië

Pan Tau (Meneer Tau) is een moderne sprookjesfiguur uit de laatste helft van de twintigste eeuw, en hoofdpersoon in een gelijknamige kinderserie, een coproductie tussen de WDR, de Praagse filmstudio Barrandov en de Tsjechoslowaakse televisie (ČST). De geestelijk vaders van Pan Tau zijn schrijver Ota Hofman en regisseur Jindřich Polák. In de DDR liep de serie vanaf 5 augustus 1973 onder de titel Die Abenteuer des Herrn Tau.
In 2020 kwam een Engelstalige remake uit met de Britse komiek en goochelaar Matt Edwards in de rol van Pan Tau, die nu de mascotte is van de Westpark School. Hij helpt de schoolkinderen met zijn magische krachten wanneer ze hulp nodig hebben. Eén seizoen van 14 afleveringen werd geproduceerd door de Duitse filmstudio Caligari en de Duitse zender ARD.

## Inhoud
Pan Tau zelf is een steeds vriendelijk glimlachende, zeer elegante, goedmoedige heer in een Stresemann-pak met een bolhoed, paraplu en een witte anjer in het knoopsgat. En Pan Tau kan toveren. Door op zijn bolhoed te tikken kan hij groot of klein worden, of dingen laten gebeuren.
Pan Tau spreekt niet. In plaats daarvan communiceert hij op pantomime-achtige wijze met voornamelijk kinderen. Aan de volwassenen laat hij zich zelden zien.

## Acteur
Degene die gestalte gaf aan de figuur Pan Tau was de Tsjechische acteur Otto Šimánek. Hij speelde Pan Tau in 33 afleveringen die tussen 1969 en 1978 ontstonden. In 1988 keerde hij terug in een bioscoopfilm. Zijn allerlaatste optreden was in 1990 in een muziekvideo van Nena bij het nummer Du bist überall (Je bent overal), die in Praag opgenomen werd.

## Afleveringen
Seizoen 1 (1970–1971):
1. Pan Tau tritt auf
2. Pan Tau in „Schöne Bescherung“
3. Pan Tau im Schnee[3][4][5][6]
4. Pan Tau und der lange Sonntag
5. Pan Tau geht in die Schule
6. Pan Tau und lauter Wasser

Seizoen 2 (1972):
1. Pan Tau und Claudia im Schloss
2. Pan Tau packt die Koffer
3. Pan Tau auf Reisen
4. Pan Tau und die Zirkuswelt
5. Pan Tau fährt Taxi
6. Pan Tau wird gesucht
7. Pan Tau ist wieder da

Seizoen 3 (1975):
1. Pan Tau macht eine Bauchlandung
2. Pan Tau und Robinson
3. Pan Tau im Ballon
4. Pan Tau und der Ziegenhund
5. Pan Tau und die Verwandten
6. Pan Tau macht Quark
7. Pan Tau wird untersucht
8. Pan Tau und vereinzelt Sonnenschein
9. Pan Tau tanzt aus der Reihe
10. Pan Tau und die Jagd auf den Frosch
11. Pan Tau und der Blechschaden
12. Pan Tau baut um
13. Pan Tau unbekannt verzogen

Seizoen 4 (1978):
1. Alarm in den Wolken
2. Elefantenjagd
3. Das ist nicht zu fassen
4. Zaubern ist nicht leicht
5. Rein in die Kartoffeln, raus aus den Kartoffeln
6. Die vertauschte Melone
7. Auf Wiedersehen, Pan Tau

Specials / Making of
1. Pan Tau Nachrichten (1971)
2. Wie Pan Tau zaubert (1972)

## Trivia
- In 1970 verscheen een toen nog onbekende Ivana Marie Zelníčková (later Ivana Trump) op Pan Tau in seizoen 1, aflevering 3 "Pan Tau na horách" (Pan Tau in de bergen), wat haar eerste televisierol was.[4][5][6]